# 奥斯卡·安德伍德
奥斯卡·安德伍德（英語：Oscar Underwood，1862年5月6日—1929年1月25日），美国阿拉巴马州政治人物。

## 生平
安德伍德出生于肯塔基州路易斯维尔，是原肯塔基州联邦参议员约瑟夫·安德伍德之孙。他毕业于弗吉尼亚大学，后从事律师职业。1894年成功当选代表阿拉巴马州第9国会选区的联邦众议员。之后他曾于1896年6月辞职，不过此后再度当选，并于1897年至1915年间连任九个任期的联邦众议员。其间，他于1900至1901年间担任首位民主党籍的众议院少数党党鞭。1911年至1915年，又出任众议院多数党领袖。安德伍德曾是1912年美国总统选举民主党的候选人之一，虽然他在民主党全国代表大会的南方代表中有许多支持，不过仍不能和查普·克拉克与伍德罗·威尔逊竞争。当时威尔逊的竞选团队曾提议让安德伍德出任副总统候选人，但被他所拒绝。
此后，安德伍德于1914年、1920年两度当选阿拉巴马州联邦参议员，任期为1915年至1927年。此间，他于1920年至1923年间出任参议院少数党领袖。1927年卸任后，他曾撰写《党派政治中的流沙》（Drifting Sands of Party Politics）一书，并于1928年出版。